# معركة نايريا
كانت معركة نايريا ذروة الأعمال العدائية بين الحيثيين والآشوريين للسيطرة على بقايا إمبراطورية ميتاني السابقة.
عندما غزا الملك الحثي سابيليوليوما الأول (حكم تقريبًا من 1344 حتى 1322 قبل الميلاد) ميتاني، أنشأ مقاطعتين (حلب وكركميش)، ووزع الجزء الكبير من أراضي هذه المملكة بين حلفائه. احتفظت بقية ما كانت إمبراطورية ميتاني باستقلالها كدولة تابعة للحيثيين تسمى خانيكالبات. وفي عهد الملك الحيثي مرسيلي الثالث (المعروف باسم أورخي-تيشوب)، تم غزو خانيكالبات من قبل الإمبراطورية الآشورية التي سيطرت على الضفة الشرقية لنهر الفرات. وعندما أطاح هاتوسيلي الثالث ابن أخيه أورخي-تيشوب واستولى على العرش الحثي، كان عليه أن يكون راضيًا عن فقدان خانيكالبات بشكل دائم للآشوريين مع وضعها السابق كدولة تابعة حثيّة.
استمر التدخل الآشوري في سوريا تحت قيادة الملك شلمنصر الأول وأحدث أزمة مع الحثيين. اعتبر الحثيون التورط الآشوري هجومًا واضحًا على حدود إمبراطوريتهم ودخلوا في معركة تحت ملكهم: توداليا الرابع، ابن خاتوشيلي الثالث وخليفته. أدى هذا إلى معركة كبرى تُعرف اليوم باسم معركة نايريا. أرسل شلمنصر الأول إلى أوغاريت رسالة (RS 34.265) تتضمن تفاصيل الحملة ونتائجها.
بالإضافة إلى ذلك، تم تفسير المعلومات الواردة في المستند الحيثي KBo IV 14 لإظهار أن المعركة يجب أن تكون قد حدثت في العام ال20 تقريبًا من حكم شلمنصر الأول.
ثبت أن الفكرة السابقة القائلة بأن نايريا سوف تتساوى مع نايري، على طول نهر دجلة الأعلى، خاطئة. وفقًا لرسائل ماري ودور كاتليمو، كانت نايريا تقع في منطقة بالح العليا.

## النتيجة
وقع الصراع بين القوتين العظميين في حي نايريا، حيث حقق الآشوريون نصرًا حاسمًا. هز النصر الآشوري الدولة الحثية إلى أسسها حيث واجه ملكها توداليا الرابع العديد من الثورات الداخلية في عهده والتي تغلب عليها في النهاية واحتفظ بملكية الحثيين. استمرت الأعمال العدائية بين آشور والحثيين لمدة خمس سنوات قبل التفاوض على السلام والحفاظ عليه.